# 撰集抄
『撰集抄』（せんじゅうしょう）は、作者不詳の仏教説話集で、西行に仮託されている。跋文に寿永2年（1183年）讃岐国善通寺において作られたとあり、江戸時代まで西行の自作と信じられたが、後人の仮託であることは研究の進展によって明白になった。全9巻。

## 概要
仮託とはいえ漂泊の歌人としての西行像を形成するのに貢献した。御伽草子・謡曲の素材となったり、室町時代の連歌師の心敬や、江戸時代の俳諧の松尾芭蕉、「雨月物語」などの上田秋成らの創作に影響を与えた。

### 成立年次
成立年次には諸説があり、西尾光一は13世紀中葉、建長2年（1250年）頃か、少なくとも弘安10年（1287年）頃までに成立したとしている。

### 編者あるいは作者
『閑居友』との濃密な関係から見て慶政の衣鉢を継ぐ法華山寺と関わりのある者かとの仮説、興福寺関係の遁世者が多く描かれているところから、興福寺関係の者と見る仮説など、いくつかの仮説は提出されているが、いずれにも決め手となる証拠が欠けており、結論は得られてい ない。

### 内容
9巻からなり、神仏の霊験譚・寺院の縁起譚・高僧譚・往生譚・発心遁世譚など121話（略本は58話）を載せる。あたかも西行が語り手として、自らの諸国行脚の途中見聞を記したかのような体裁をとり、西行が第一人称で名乗り出る場面もある。理想的な遁世者の生活を感想・批評を交えて描き、無常観が濃厚である。玄賓・増賀ら高僧にとどまらず、貴族・武士・遊女ら上下の階層から出た遁世者が登場し、鎌倉時代における遁世思想の受容を今日に伝える。
啓発を受けた『閑居友』と共に、隠者文学として重要な作品であるが、展開される話の信憑性自体は低く、大半は何らかの伝承を手掛かりに存分に脚色を加えたもので、とりわけ年代錯誤では歴史知識の欠如が甚だしく顕著である。

## 主な校注文献
- 『撰集抄』西尾光一 校注、岩波書店〈岩波文庫 ; 6746-6749, 黄(30)-024-1, 黄-1391〉、1970年。 NCID BN01969097。
- 『撰集抄 松平文庫本』（西尾光一 編）古典文庫〈古典文庫 第370冊〉、1970年。
- 安田孝子 他共 編『撰集抄 松平文庫本』笠間書院、1980年4月。
- 『撰集抄（上・下）』安田孝子[ほか]校注、現代思潮社〈新撰日本古典文庫 ; 75・81〉、1985-1987。 NCID BN00501056。
- 撰集抄研究会 編『撰集抄全注釈（上・下）』笠間書院〈笠間注釈叢刊 ; 37・38〉、2003年。 NCID BA61951065。

『撰集抄注釈 1～19』（安田孝子 ほか校注）撰集抄研究会。
- 『撰集抄注釈 その1』1982年3月。
- 『撰集抄注釈 その2』1983年3月。
- 『撰集抄注釈 その3』1984年3月。
- 『撰集抄注釈 その4』1986年3月。
- 『撰集抄注釈 その5』1987年3月。
- 『撰集抄注釈 その6』1988年3月。
- 『撰集抄注釈 その7』1989年3月。
- 『撰集抄注釈 その8』1990年3月。
- 『撰集抄注釈 その9』1992年3月。
- 『撰集抄注釈 その10』1993年3月。
- 『撰集抄注釈 その11』1994年3月。
- 『撰集抄注釈 その12』1995年3月。
- 『撰集抄注釈 その13』1996年3月。
- 『撰集抄注釈 その14』1998年3月。
- 『撰集抄注釈 その15』1997年3月。
- 『撰集抄注釈 その16』1997年3月。
- 『撰集抄注釈 その17』2000年3月。
- 『撰集抄注釈 その18』1999年3月。
- 『撰集抄注釈 その19』2000年3月。

- 小島孝之, 浅見和彦 編『撰集抄』桜楓社、1985年。 NCID BN00260073。
- 『続群書類従』に収録。（現：八木書店）